# Zhou Jihong
Zhou Jihong (周继红S, Zhōu JìhóngP; 11 gennaio 1965) è un'ex tuffatrice cinese.
Ha vinto la medaglia d'oro olimpica nei tuffi alle Olimpiadi 1984 svoltesi a Los Angeles, in particolare nella piattaforma 10 metri femminile.
Nel 1982 ha conquistato una medaglia d'argento ai giochi asiatici, sempre nella piattaforma 10 metri.